# Червоная Поляна (Нововодолажский район)
Червоная Поляна (укр. Червона Поляна) — село, Караванский сельский совет, Нововодолажский район, Харьковская область, Украина.
Код КОАТУУ — 6324281003. Население по переписи 2001 года составляет 137 (54/83 м/ж) человек.

## Географическое положение
Село Червоная Поляна находится на левом берегу реки Ольховатка, выше по течению примыкает село Завадовка, ниже по течению примыкает село Червоносов, на противоположном берегу — село Низовка. По селу протекает пересыхающий ручей. Через село проходит железная дорога, станция Караван.

## Объекты социальной сферы
- Школа.